# 三重県道146号伊賀大山田線
三重県道146号伊賀大山田線（みえけんどう146ごう いがおおやまだせん）は、三重県伊賀市を通る一般県道である。

## 概要
伊賀市下柘植から伊賀市山畑（やばた）に至る。

### 路線データ
- 起点：伊賀市下柘植（下柘植IC、国道25号名阪国道交点、三重県道・滋賀県道133号伊賀甲南線起点）
- 終点：伊賀市山畑（三重県道2号伊賀青山線交点）
- 総延長：4,083 m

## 歴史
- 1995年（平成7年）4月1日 - 路線認定[1]。

## 地理
多少のカーブはあるものの、全体的には直線的な線形である。

### 通過する自治体
- 三重県
  - 伊賀市

### 交差する道路
| 交差する道路                                              | 交差する場所   | 交差する場所      |
| --------------------------------------------------------- | -------------- | ----------------- |
| 国道25号 / E25 名阪国道 三重県道・滋賀県道133号伊賀甲南線 | 下柘植         | 9 下柘植IC / 起点 |
| 三重県道2号伊賀青山線                                     | 山畑（やばた） | 終点              |

### 沿線
- 愛田川 - 淀川水系の全長2.4 kmの一級河川[2]。
- DMG森精機 伊賀事業所
- いがまちスポーツセンター
- 滝川 - 淀川水系の河川。上流に田代池・白藤の滝がある[3]。
- 日硝ハイウェー 名阪配送センター
- 希望ヶ丘